# Зінько Лідія Михайлівна
Лідія Михайлівна Зінько (Ліда Зінько) (нар. 28 жовтня 1994, Івано-Франківськ) — українська музикантка, композиторка й поетеса.

## Біографічні дані
Ліда Зінько народилася в Івано-Франківську в сім'ї рестораторів. Дід по батьківській лінії, Михайло Зінько, за освітою — художник, працював дизайнером.
З 2001-го по 2011 рік навчалася в Івано-Франківській спеціалізованій школі № 11 із поглибленим вивченням англійської мови, у 2011—2012 роках — в Івано-Франківському обласному ліцеї-інтернаті для обдарованих дітей (клас української філології). Паралельно з 2002 по 2009 рік навчалася в Івано-Франківській дитячій музичній школі № 1 (класи класичної гітари та фортепіано). 2012 року Лідія Зінько посіла друге місце на регіональному етапі конкурсу учнівських наукових робіт МАНУ за працю «Розмовний стиль сучасної французької мови на прикладі текстів гурту „Sexion d'Assault“».
У 2012—2013 роках студіювала на факультеті прикладних іноземних мов в Екс-Марсельському університеті французьку, англійську та російську мови. 2013 року Ліда Зінько вступила до Ліонського університету — 3 імені Жана Мулена й у 2015-му здобула бакалаврат з міжнародної торгівлі. У 2018 році здобула ступінь магістра із закупок та постачання в бізнес-школі EM Lyon.
У 2012—2013 роках проживала в Екс-ан-Провансі (Франція). З 2013 року по сьогодні — в Ліоні.

## Творчість та діяльність

### Музика

#### Рання творчість
Ще з малого віку в Ліди виявляється талант до співу та музики, і вона починає співати у шкільному хорі. В музичній школі вона зустрічає свою ровесницю Ольгу Федорко, з якою в 2004 році формує дитячий гурт «Ремікс». З 2005 по 2011 рік Ліда бере участь у багатьох формаціях різних стилів (джаз, поп, реп, рок) як постійна, так і сесійна учасниця.

#### The Neighbours
Разом з подругою дитинства Ольгою Ліда засновує фольк-поп-гурт The Neighbours на початку 2011. Після першого спільного концерту до них приєднується гітарист і вокаліст Олександр. В своєму активі гурт має десять записаних пісень, один відзнятий відеокліп та участь у фестилях та музичних вечорах. В 2012 році The Neighbours співпрацюють із франківським репером с23. Гурт розпався в 2013 році.

#### NeSolo
У 2012—2014 роках Ліда вокалістка, гітаристка й авторка музики в хіп-хоп-дуеті «NeSolo» разом з виконавцем Олегом Федорком. Дует має у своєму активі три записані пісні українською та французькою мовами.

#### Noutro
В 2019 році разом із французько-американським музикантом та аранжувальником Флоріаном Понсоном створює дует «Noutro» (назва походить від українського слова «нутро»), що поєднує Інді-поп та Техно-музику. Ліда є автором всіх текстів пісень французькою мовою. У 2020 році гурт випускає EP «No Show», який створювався протягом п'яти місяців між Ліоном та Лос-Анджелесом.

#### Сольна кар'єра
З 2013 року по сьогодні Ліда Зінько провадить сольну музичну творчість під псевдонімом 12:34. Свій сольний дебютний альбом «Rhubarbe» Лідія випустила в березні 2016 року. Робота над ним тривала три роки. В ньому є треки українською, російською, англійською та французькою мовами.

### Журналістика та літературна творчість
У шість років починає починати вірші, у вісім — пісні. У 2009—2011 роках Лідія Зінько працювала позаштатною кореспонденткою тижневика «Репортер». У 2009—2010 — журналісткою сайту «Наше місто Івано-Франківськ» (nashemisto.if.ua). У 2017-му Лідія Зінько здобула спеціальну відзнаку на літературному конкурсі видавництва «Смолоскип».
У березні 2018 року разом з режисером українського походження Клеманом Перетятком створила творчий українсько-французький проект «Re-co-naissance et dignité» за участю українських поетів Богдана-Олега Горобчука, Елли Євтушенко, Дарини Гладун, Лесика Панасюка та Тараса Малковича. Він є частиною творчого циклу «45 millions d'Ukraine» («45 мільйонів українців»), який об'єднує театральні постановки на українську тематику. «Re-co-naissance et dignité» — це театральний перформанс, основою якого стали тексти молодих українських поетів, які звучали українською та французькою мовами. В одному дійстві поєднаються сучасний театр, відеопоезія та театр тіней, відправною точкою для яких стали вірші, написані авторами протягом останніх декількох років. Перформанс був показаний у Парижі, Ліоні та Шазель-сюр-Ліоні.
У 2020 році отримала II премію літературного конкурсу видавництва «Смолоскип» зі збіркою «Насолода і занепад» в номінації «Поезія».

## Твори
- 2012  — «Насінина авокадо» (творчий проект читаної поезії, спільно з Павлом Данилевичем)
- 2013 — міні-альбом «Бути удвох» у складі гурту «NeSolo»
- 2016 — сольний альбом «Rhubarbe» (під псевдонімом 12:34)
- 2018 — «Кісточка фініка» (творчий проект власної читаної поезії)
- 2020 — міні-альбом «No Show» у складі гурту «Noutro»

## Нагороди та відзнаки
- 2012 — друге місце на регіональному етапі конкурсу учнівських наукових робіт МАНУ за працю «Розмовний стиль сучасної французької мови на прикладі текстів гурту „Sexion d'Assault“»
- 2017 — спеціальна відзнака журі поетичного конкурсу видавництва «Смолоскип».[5]
- 2018 — фіналістка V Всеукраїнського поетичного конкурсу «Гайвороння».[6]
- 2020 — II премія літературного конкурсу видавництва «Смолоскип» (поезія).[4]